# Kamionka (gmina Niemież)
Kamionka (lit. Akmenytė) – wieś na Litwie, w okręgu wileńskim, w rejonie wileńskim, w gminie Niemież, przy drodze krajowej 101.

## Historia
W dwudziestoleciu międzywojennym folwark leżący w Polsce, w województwie wileńskim, w powiecie wileńsko-trockim, w gminie Rudomino. W 1931 miejscowość liczyła 70 mieszkańców, zamieszkałych w 8 budynkach.
Po II wojnie światowej w granicach Związku Sowieckiego. Od 1991 na niepodległej Litwie.